# هات داگ مونترال
هات داگ مونترال (فرانسوی: steamé‎) که به عنوان بخارپز نیز شناخته می‌شود، یکی از انواع هات داگ است که به عنوان غذای اصلی در رستوران‌ها و غذاخوری‌ها در مونترآل و سایر بخش‌های کبک سرو می‌شود.
در مونترال (و جاهای دیگر در استان کبک)، نان هات داگ که برای تهیه غذای بخارپز استفاده می‌شود، به صورت کنار غذا مصرف می‌شود، در حالی که نان هات داگ با پر کردن بالا (سبک نیوانگلند) برای هات داگ برشته شده استفاده می‌شود. هات داگ‌های مونترال نسبتاً کوچک در نظر گرفته می‌شوند و بسته به منطقه خرید و سس معمولاً بین ۱٫۰۰ تا ۲٫۰۰ دلار فروخته می‌شوند. برندهای معروف عبارتند از Lesters، Lafleur's و Glatt's کوشر.
شهر مونترال از سال ۱۹۴۷ تا سال ۲۰۱۱، چرخ دستی‌های غذای خیابانی را مجاز نمی‌دانست، که منجر به ازدیاد رستوران‌های کوچک «قاشق‌های چرب» شد که انواعی از رستوران‌های کلاسیک کبکویی کِس‌کروت (اسنک بار) هستند. این رستوران‌ها ممکن است هات داگ را با سیب زمینی سرخ شده تازه (پاتس فریت، که اغلب «بسیار قهوه ای و چرب» سرو می‌شود)، پوتین، همبرگر، پوگوس (کورن داگ)، استیک هامبورگر، علاوه بر غذاهای یونانی (معمولاً سوولاکی و جایرو) سرو کنند. پیتزا و گوشت دودی رستوران‌های زنجیره ای که به خاطر هات داگ‌هایشان معروف هستند عبارتند از رستوران‌های لا بل، ولنتاین و لافلور. یکی از رستوران‌های مستقل قدیمی مونترال که هات داگ ارائه می‌دهد، اتاق استخر مونترال است.
انواع هات داگ "steamie" در سراسر کانادا بسیار محبوب شده‌است و اکنون اغلب جایگزین نوع سنتی می‌شود. سالن‌های Steamie، به نام "wieneries" در سرتاسر کانادا افتتاح شده‌اند و در رستوران‌های دارای حق امتیاز نیز جایگزین هات داگ‌های معمولی می‌شوند.

## انواع
هات داگ‌های مونترال ممکن است بخارپز باشند که به انگلیسی به عنوان "steamies" ترجمه شده‌است (اصطلاحی که به‌طور خلاصه توسط یک زنجیره انتاریو وابسته به زنجیره استان لا بل استفاده می‌شود) که تازه از بخارپز و نسبتاً نرم هستند (که در زبان انگلیسی به آن "Toasties" گفته می‌شود)، که تا زمانی که ترد شوند، کبابی یا برشته می‌شوند. توستی کمی گران‌تر و کمتر محبوب هستند.
در مونترال، هات داگ‌ها معمولاً به یکی از سه روش زیر لباس می‌پوشند:
- با تمام مخلفات (سبک مونترال): روی این هات داگ، معمولاً "بخار"، خردل، پیاز خرد شده، سالاد کلم ساده (به فرانسوی " choux ") پوشانده می‌شود. با این حال، کلم ترش، یا سالاد کلم از انواع خامه ای، به ندرت استفاده می‌شود. یک هات داگ با تمام مخلفات معمولاً شامل سس کچاپ نمی‌شود که باید به‌طور خاص درخواست شود.
- هات داگ میشیگان: روی این هات داگ با سس چیلی گوشت یا سس اسپاگتی پر می‌شود. می‌توان آن را با یا بدون پیاز خرد شده و خردل سرو کرد.
- ویژه: روی هات داگ پنیر و بیکن ریخته می‌شود. این تنوع از رستوران‌های لافلور می‌آید.